# Мадаклаштцы
Мадакла́штцы (мадаклашти) — локальное этноязыковое сообщество таджикского происхождения, как и другие таджики Пакистана не знают персидский язык из-за ассимиляции другими народами. населяющее Мадаклаштскую долину в Читральском округе провинции Хайбер-Пахтунхва на севере Пакистана и его окрестности. Говорят на мадаклаштском идиоме․ Некоторые лингвисты называют его диалектом дари или таджикского, тогда как другие, как и сами мадаклаштцы, считают его самостоятельным языком западноиранской ветви. Исповедуют ислам исмаилитского толка․

## История
Предки современных жителей Мадаклашта переселились в Читрал из таджикоязычных районов северо-восточной части Афганистана более двух с половиной столетий назад. С тех пор они проживали в относительной изоляции от других носителей персидских идиомов и подвергались влиянию новых соседей — кхо, гуджар и пуштунов. Эти факторы позволили мадаклаштцам сформировать особую идентичность и отличать себя как от таджиков, так и от коренных народов Читрала.